# Stade Bayil
Le Stade Bayil (en azéri : Bayıl Stadionu) est un stade de football situé dans le quartier de Bayil, à Bakou en Azerbaïdjan. Inauguré en 2012 et d'une capacité de 5 000 places, c'est l'un des six stades retenus pour accueillir les rencontres de la Coupe du monde de football féminin des moins de 17 ans 2012. Propriété de la Fédération d'Azerbaïdjan de football, il accueille également les rencontres à domicile du Ravan Baku FK.

## Histoire
La construction a débuté le 31 mars 2010, et l'inauguration du stade, d'une capacité de 5 000 places, s'est tenue en août 2012.
Pour pouvoir enchaîner plusieurs matchs l'un à la suite de l'autre sans problème, la fédération a choisi d'installer une pelouse artificielle, homologué par la FIFA.
Situé dans le cœur de Bakou, le stade est accessible depuis le centre-ville de la capitale azérie, qui est situé a cinq kilomètres. Il est aussi facilement accessible depuis l'aéroport Heydar Aliyev, situé à vingt-cinq kilomètres.

## Utilisation
Lors de la Coupe du monde de football féminin des moins de 17 ans 2012, trois matchs s'y disputent : 
- Mexique - Nouvelle-Zélande, le 23 septembre à 15 heures (1 900 spectateurs)[3]
- États-Unis - Corée du Nord, le 29 septembre à 17 heures (2 500 spectateurs)[4]
- Colombie - Nigeria, le 29 septembre à 20 heures (2 500 spectateurs)[5]

Le stade accueille également les rencontres à domicile du Ravan Baku FK.